# Mori Takaji
Mori Takaji (24 tháng 11 năm 1943 – 17 tháng 7 năm 2011) là một cầu thủ bóng đá người Nhật Bản.

## Đội tuyển bóng đá quốc gia Nhật Bản
Mori Takaji thi đấu cho đội tuyển bóng đá quốc gia Nhật Bản từ năm 1966 đến 1976.

## Thống kê sự nghiệp
| Đội tuyển bóng đá Nhật Bản | Đội tuyển bóng đá Nhật Bản | Đội tuyển bóng đá Nhật Bản |
| Năm                        | Trận                       | Bàn                        |
| -------------------------- | -------------------------- | -------------------------- |
| 1966                       | 4                          | 0                          |
| 1967                       | 5                          | 1                          |
| 1968                       | 4                          | 0                          |
| 1969                       | 4                          | 0                          |
| 1970                       | 13                         | 0                          |
| 1971                       | 3                          | 0                          |
| 1972                       | 8                          | 0                          |
| 1973                       | 1                          | 1                          |
| 1974                       | 1                          | 0                          |
| 1975                       | 9                          | 0                          |
| 1976                       | 4                          | 0                          |
| Tổng cộng                  | 56                         | 2                          |